# Bidioleul boneun namja
Pour les articles homonymes, voir Rewind.
Pour plus de détails, voir Fiche technique et Distribution.
Bidioleul boneun namja (비디오를 보는 남자, littéralement « l'homme qui regarde des vidéos ») est un film sud-coréen réalisé par Kim Hak-sun, sorti en 2003.

## Synopsis
Han est un homme qui, après avoir laissé tomber sa carrière d'avocat et son mariage, ouvre un vidéo-club. Il passe ses journées en ayant des discussions sans intérêt avec ses clients et en regardant des vidéos. Un jour, il commence à recevoir des lettres d'amour anonymes. Ce début d'une possible romance rompt la monotonie de ses journées mélancoliques, et l'amène à se demander laquelle de ses clientes lui écrit.

## Fiche technique
- Titre : Bidioleul boneun namja
- Titre original : 비디오를 보는 남자
- Titre anglais : Rewind
- Réalisation : Kim Hak-sun
- Scénario : Kim Hak-sun, d'après le roman de Lim Yeong-tae
- Production : Lee Seok-gi
- Musique : Jeong Hun-yeong
- Photographie : Paeng Ui-deok
- Montage : Lee Eun-soo
- Pays d'origine :  Corée du Sud
- Format : Couleurs - 1,85:1 - Dolby Digital - 35 mm
- Genre : Drame, romance
- Durée : 100 minutes
- Dates de sortie :
  -  Corée du Sud : 28 novembre 2003

## Distribution
- Jang Hyeon-seong
- Bang Eun-jin
- Oh Yun-hong
- Sa Hyun-jin
- Jung Eun-mi
- Kim So-Yeon
- Kim Hak-soon